# Wolfgang Gerstner

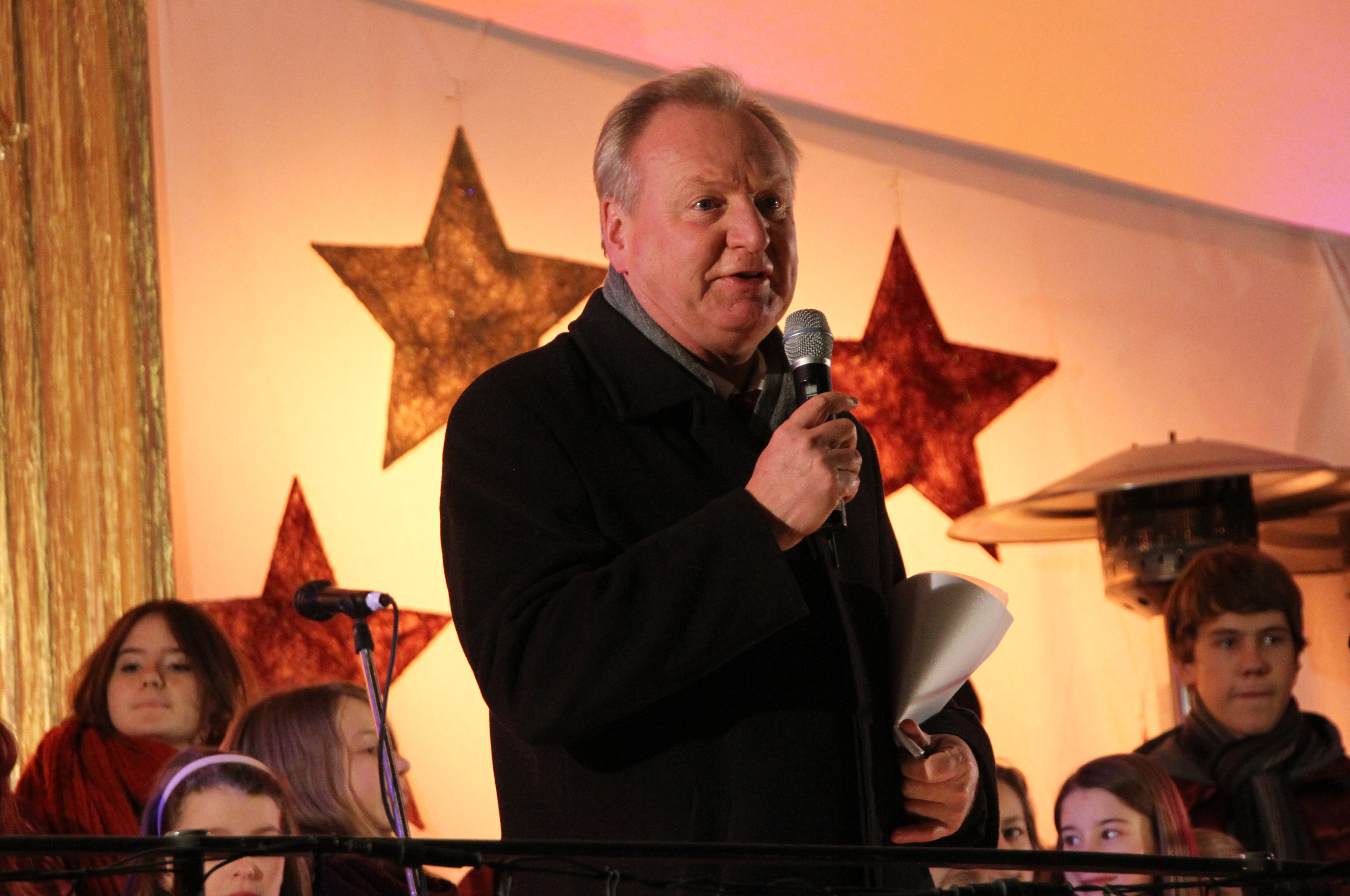
Oberbürgermeister Gerstner bei der Eröffnung des Christkindelsmarkts 2013

Wolfgang Gerstner (* 21. April 1955 in Lörrach) ist ein deutscher Politiker (CDU). Von Juni 2006 bis Juni 2014 war er der Oberbürgermeister der Stadt Baden-Baden.

## Leben
Nach seinem Wehrdienst in Achern studierte Wolfgang Gerstner in Freiburg Rechtswissenschaften. Weitere Stationen führten ihn unter anderem zu den Finanzämtern nach Baden-Baden und Lörrach, sowie zum Finanzministerium des Landes Baden-Württemberg, bevor er als Regierungsdirektor persönlicher Referent des Staatssekretärs war. Von 1992 bis 2006 war Gerstner Bürgermeister von Sigmaringen. Während seiner Sigmaringer Amtszeit war er von 1995 bis 1998 Vorsitzender des Vereins der Freunde und Förderer der Fachhochschule Sigmaringen e.V. und, nach dessen Fusion am 4. November 1998 mit dem Aufbauvereins für die Fachhochschule Albstadt-Sigmaringen e.V. bis 2004, des neu gegründeten Vereins der Freunde und Förderer der Hochschule Albstadt-Sigmaringen e.V. In seiner Funktion als Oberbürgermeister von Baden-Baden war Gerstner Vorsitzender des Aufsichtsrats der Klinikum Mittelbaden gGmbH.
Am 12. März 2006 wurde er mit 63,5 % der Stimmen zum Oberbürgermeister von Baden-Baden gewählt und trat sein Amt am 10. Juni an.
Am 22. April 2013 kündigte er an, nach 22 Jahren in kommunaler Verantwortung bei der Oberbürgermeisterwahl 2014 nicht für eine zweite Amtszeit zu kandidieren.

## Privates
Gerstner ist verheiratet und hat fünf Söhne.